# أندرو كارلسون
أندرو كارلسون (بالإنجليزية: Andrew Carlson)‏ هو سياسي أمريكي، ولد في 1970. حزبياً، نشط في حزب العمال المزارعين الديمقراطيين في مينيسوتا والحزب الديمقراطي. وقد انتخب عضو مجلس نواب مينيسوتا (3 يناير 2017 – ).